# Историја лингвистике
Лингвистика је научно проучавање језика. То укључује анализу језичког облика, значења језика и језика у контексту.
Употреба језика је први пут систематски документована у Месопотамији, са постојећим лексичким листама од 3. до 2. миленија пре нове ере, нудећи глосаре о употреби и значењу сумерског клинастог писма, као и фонетске речнике страних језика. Лингвистику је систематски почео проучавати индијски научник Панини у 6. веку пре нове ере. Почевши око 4. века пре нове ере, Кина је такође развила своје граматичке традиције. Темеље западне лингвистике Аристотел је поставио као део проучавања реторике у својој Поетици 335. п. н. е.. Традиције арапске граматике и хебрејске граматике развијале су се током средњег века у религијском контексту попут Панинијеве санскртске граматике.
Савремени приступи почели су се развијати у 18. веку када је класична реторика била постепено уклоњена. Током 19. века лингвистика се сматрала припадањем било психологији, било биологији, а такви погледи остају темељ данашње главне англоамеричке лингвистике. Међутим, у 20. веку их је оспорио Фердинанд де Сосир који је успоставио лингвистику као аутономну дисциплину унутар друштвених наука. Следећи Сосиров концепт, општа лингвистика се састоји од проучавања језика као семиотичког система који обухвата потпоља фонологије, морфологије, синтаксе и семантике. Лингвистички приступ њима може бити дијахронички или синхронски.
Данас се сматра да се лингвистика односи на велики број научних приступа и даље је подељена на неколико потпоља укључујући примењену лингвистику, психолингвистику, социолингвистику, рачунску лингвистику и тако даље.

## Антика
У свим културама, рана историја лингвистике повезана је са потребом да се разјасни дискурс, посебно за ритуалне текстове или аргументе. Ово је често довело до истраживања мапирања звучног значења и дебате о конвенционалном и натуралистичком пореклу ових симбола. Коначно, ово је довело до процеса у којима се од јединица формирају веће структуре.

### Вавилонија
Најранији лингвистички текстови – писани клинастим писмом на глиненим плочама – датирају од скоро четири хиљаде година пре садашњости. У раним вековима другог миленијума пре нове ере, у јужној Месопотамији, настала је граматичка традиција која је трајала више од 2.500 година. Језички текстови из најранијих делова традиције били су спискови именица на сумерском (језички изолат, односно језик без познатих генетских сродника), језику верских и правних текстова тог времена. Сумерски је у свакодневном говору замењен сасвим другачијим (и неповезаним) језиком, акадским; ипак је остао као језик од престижа и наставио да се користи у верском и правном контексту. Због тога је морао да се учи као страни језик, а да би се то олакшало, писари који су говорили акадски су записивали информације о сумерском.
Током векова, листе су постале стандардизоване, а сумерске речи су добиле акадски превод. Коначно су се појавили текстови који су дали акадске еквиваленте не само за појединачне речи, већ за читаве парадигме различитих облика за речи: један текст, на пример, има 227 различитих облика глагола ĝar „поставити“.

### Индија
Лингвистика у старој Индији свој подстицај црпи из потребе да се правилно рецитују и тумаче ведски текстови. Већ у најстаријем индијском тексту, Ригведи, vāk („говор“) је обожен. До 1200. п. н. е., усмено извођење ових текстова постаје стандардизовано, а расправе о ритуалном рецитовању сугеришу да се санскритске сложенице поделе на речи, основе и фонетске јединице, дајући подстицај за морфологију и фонетику.
Неке од најранијих активности у опису језика приписане су индијском граматичару Панинију (6. век пре нове ере), који је написао опис санскритског језика заснован на правилима у свом Астадијији.
Панинијев метод лингвистичке анализе и описа заснован на правилима остао је релативно непознат западној лингвистици све до недавно. Франц Боп је користио Панинијев рад као лингвистички извор за своју граматику санскрита из 1807. године, али је занемарио његову методологију. Панинијев систем се такође разликује од савремене формалне лингвистике по томе што, пошто је санскрит слободан језик у погледу реда речи, он није обезбедио синтаксичка правила. Формална лингвистика, како је први предложио Лоуис Хјелмслев 1943. године, је ипак заснована на истом концепту да је израз значења организован на различитим слојевима језичке форме (укључујући фонологију и морфологију).